# 土屋宗俊
土屋 宗俊（つちや そうしゅん、 -寛文11年（1671年）7月25日）は、江戸時代前期の武士、戸田流剣豪、茶人。加賀藩・久留米藩・福岡藩士。通称は金左衛門。妻は高山右近の娘という（「岐路弁疑」）。
加賀藩前田家に500石で仕えた後、浪人となり古田織部のもとに寄宿。関ヶ原の合戦に出陣し二ヶ所に深手を負ったという。宗俊は剣豪・戸田清元（富田勢源）の高弟で免許皆伝であり、茶の湯と剣術をもって久留米藩主有馬豊氏に400石で仕えた。島原の乱には昇頭（のぼりがしら）として出陣するも負傷し、戦功を立てることはできなかった。茶人として高名な豊氏だが、晩年は乱舞を好み茶の湯を粗略にしたため、宗俊は福岡藩大老黒田睡鴎（一成）の仲介で黒田忠之に仕えた。その時の藩の茶道頭は早見頓斎（小堀遠州の高弟）であった。長命を保った宗俊は、寛文11年（1671年）7月25日に没し、遺骸は承天寺に葬られた（「仙巣秘笈」）。子に伝十郎がいるが早世し、孫娘に福島仁兵衛の子（土屋喜右衛門）を養子に迎え娶せた。子孫は200石を知行し福岡藩士として存続した。

## 茶人として
宗俊は、始め越前大野城主金森長近（嗣子は可重）の茶堂・岡部道可と幽宅、そして伏見の古田織部の食客となって茶の湯を学ぶ。その後、久留米藩主有馬豊氏に仕えた後、致仕して堺に3年ほどいた。名声を伝え聞いた黒田忠之は宗俊を福岡藩に迎えた。宗俊は織部流を福岡藩中に教授した。宗俊の弟子には石原水月、衣非了義（立花実山の師）、有馬驢入、三宅道和、三谷古斎らがいる。孫弟子の実山の著書によって、宗俊の実像が明らかとなる。宗俊の茶の一部は、実山の流れを汲む南坊流にも伝えられている。